# WWE NXT
WWE NXT oder einfach NXT ist ein US-amerikanisches Wrestling-Showformat, die vom Wrestling-Marktführer WWE produziert und derzeit jeden Dienstag um 20:00 Uhr live auf The CW ausgestrahlt wird. In Deutschland sendet ProSieben Maxx jeden Donnerstag eine aktuelle Folge für den deutschsprachigen Markt.
NXT debütierte ursprünglich im Jahr 2010 als Hybrid zwischen WWEs Live-Event-Shows und Reality-Fernsehen. Wrestler aus der Entwicklungsliga Florida Championship Wrestling (FCW) nahmen an einem Wettbewerb teil, um mit der Hilfe von Mentoren WWEs nächster „Breakout-Star“ zu werden. Im Juni 2012 beendete WWE das saisonale Wettbewerbsformat und machte NXT zu einem eigenen Brand. Das Roster besteht vorwiegend aus Nachwuchswrestlern des WWE Performance Centers, die bei NXT (abgekürzt für next) ihre ersten Auftritte in der WWE haben. Erfolgreiche NXT-Wrestler werden in der Regel nach wenigen Jahren in das Main Roster (etwa WWE Raw) befördert.

## Geschichte

### Formation
Am 2. Februar 2010 gab der WWE-Vorsitzende Vince McMahon bekannt, dass ECW durch eine neue Show bei Syfy ersetzt werden wird. McMahon beschrieb die Show als „die nächste Entwicklung der WWE; die nächste Entwicklung der Fernsehgeschichte“. Der Name NXT wurde jedoch von der zur National Wrestling Alliance (NWA) gehörenden Scottish Wrestling Alliance (SWA) im Vereinigten Königreich rechtlich geschützt. Diese verwendete „NXT“ auch als Marke für aufstrebende Stars. Beide Parteien einigten sich letztendlich darauf, dass die SWA die Rechte an die WWE abgeben würde. Der Name der neuen Show wurde am 4. Februar bekannt gegeben und in einer Pressemitteilung enthüllte die WWE das Format der Show. NXT ist die zweite von WWE produzierte Reality-Serie. Die erste war Tough Enough, die zwischen 2001 und 2004 ausgestrahlt wurde.

### Originales Format (2010–2012)
NXT feierte seine Premiere am 23. Februar 2010 bei Syfy. Der Inhalt der Show war ein mehrwöchiges Turnier in dem festgelegt wurde welche Wrestler weiterkommen oder die Show verlassen müssen. Wrestler aus Florida Championship Wrestling (genannt „Rookies“) wurden mit Wrestlern aus Raw und SmackDown (genannt „Pros“) zusammenbrachten. In jeder Folge wurden die Rookies von den Pros betreut, während sie ihre Gimmick- und Performance-Fähigkeiten vor einem Live-Publikum entwickelten. Zusätzlich zu den Matches fanden während des Wettbewerbs wöchentliche „Challenges“ statt, um die körperlichen und geistigen Fähigkeiten der Rookies zu testen.
Während der ersten beiden Staffeln erhielt der Gewinner der wöchentlichen Challenges einen Sonderpreis, z. B. ein Main Event-Match, einen Talkshow-Segment oder einen Beitrag auf der offiziellen Website der WWE. Einer der häufigeren Preise, die an den Gewinner vergeben wurden, war ein „Immunity Pass“, der dem Wrestler Immunität vor dem Ausscheiden in der nächsten Wahlrunde verleiht hat. In den letzten drei Staffeln wurde in der Show ein größerer Schwerpunkt auf Challenges gelegt. Anstatt Preise an den Gewinner der Challenges zu vergeben, wurden dem Gewinner stattdessen Punkte vergeben. Der Rookie mit den meisten Punkten, vor der nächsten anstehenden Wahl, erhält Immunität.
In der 3. Staffel lautet das Thema „Divas“. Die ersten vier Folgen der 3. Staffel von WWE NXT wurden noch auf Syfy ausgestrahlt. Im Oktober 2010 wechselte SmackDown zu Syfy und NXT verließ gleichzeitig den Sender. Trotz der erklärten Absicht von WWE, die Show auf einem anderen Fernsehsender auszustrahlen, wurde NXT erstmals als Webcast auf der WWE-Website ausgestrahlt.
In der vierten Staffel variiert die Anzahl der Punkte je nach Schwierigkeitsgrad der Challenges. Im Ergebnis eines Tie-Breaks wird das Publikum dann gebeten, für den Rookie zu stimmen, dem es Immunität gewähren möchte. In der vierten Staffel wurden außerdem Challenge-Matches eingeführt, an denen das gesamte Roster aus Pros oder Rookies teilnahm, wobei der Gewinner die Chance bekam, seinen jeweiligen Rookie oder Profi gegen einen anderen auszutauschen. In verschiedenen Wochen wurden Umfragen durchgeführt, um den Erfolg jedes Rookies zu bewerten und den Gewinner des Wettbewerbs zu ermitteln. Die Rangliste der Umfragen wurde vollständig durch die Stimmen der Pros und ab Staffel 2 durch die Stimmen der Fans über die offizielle Website der WWE bestimmt. Bei den Abstimmungen der Pros stimmte jeder Pro für seinen Lieblings-Rookie, konnte aber nicht für seinen eigenen Rookie stimmen. Ihre Stimmen basierten auf den folgenden vier Kriterien: Kampfstatistik, Stärke der Gegner, Arbeitsmoral und „It“-Faktor.
Zunächst wurden in den ersten beiden Staffeln die vollständigen Ergebnisse und Platzierungen der Umfrage veröffentlicht. Ab dem 17. August 2010 wurden jedoch nur die Eliminierung bekanntgegeben. Die Show dauerte bis zum Staffelfinale, wo die letzten zwei oder drei Rookies antraten. Anschließend wurden ein oder zwei abschließende Umfragen durchgeführt, um den Gewinner des Wettbewerbs zu ermitteln. Der Preis für den Gewinner ist ein WWE-Vertrag sowie ein Championship-Match bei einem beliebigen Pay-per-View-Event. Außerhalb der Umfragen könnten Rookies immer noch durch eine Entscheidung des WWE-Managements eliminiert werden, da in der ersten Staffel sowohl Daniel Bryan als auch Michael Tarver vom Management aufgrund mangelnden Selbstvertrauens eliminiert wurden.
In der 5. Staffel lautet das Thema „Redemption“. Rookies, die bereits in einer vorherigen Staffel teilgenommen haben, erhalten eine erneute Chance. Der Sieger sollte ursprünglich ein Teilnehmerrecht bei der 6. Staffel von NXT erhalten. Im Laufe der Staffel wurde das Konzept jedoch verworfen und fortan traten in der Show auch Wrestler aus anderen Shows auf, die Matches bestritten und in Storylines gebunden waren. William Regal wurde zur Autoritätsperson, während Matt Striker der Moderator der Show blieb. Die Staffel wurde ohne Ergebnis am 13. Juni 2012 beendet. Am 30. Mai 2012 wurde bekannt gegeben, dass eine sechste Staffel von NXT im Originalformat ausgestrahlt werden soll. In der Staffel sollten Big E Langston, Seth Rollins, Damien Sandow, Hunico, Bo Dallas und Leo Kruger als Rookies der Staffel auftreten. Die Staffel wurde aber letztendlich vor der Ausstrahlung verworfen.

#### Teilnehmer
| Rookie | WWE Pro                                    | Siege     | Niederlagen | Eliminiert                                        |           |           |
| Staffel 1 | Staffel 1                                  | Staffel 1 | Staffel 1   | Staffel 1                                         | Staffel 1 | Staffel 1 |
| --- | ------------------------------------------ | --------- | ----------- | ------------------------------------------------- | --------- | --------- |
| Wade Barrett | Chris Jericho                              | 8         | 5           | Gewinner                                          |           |           |
| David Otunga | R-Truth                                    | 6         | 5           | Zweiter                                           |           |           |
| Justin Gabriel | Matt Hardy                                 | 7         | 4           | Dritter                                           |           |           |
| Heath Slater | Christian                                  | 5         | 6           | Ausgeschieden (14. Woche)                         |           |           |
| Darren Young | CM Punk                                    | 7         | 4           | Ausgeschieden (13. Woche)                         |           |           |
| Michael Tarver | Carlito                                    | 1         | 7           | Ausgeschieden (12. Woche)                         |           |           |
| Daniel Bryan | The Miz                                    | 0         | 10          | Ausgeschieden (12. Woche)                         |           |           |
| Skip Sheffield | William Regal                              | 2         | 5           | Ausgeschieden (12. Woche)                         |           |           |
| Staffel 2 |                                            |           |             |                                                   |           |           |
| Kaval | Team Lay-Cool (Layla & Michelle McCool)    | 3         | 6           | Gewinner                                          |           |           |
| Michael McGillicutty | Kofi Kingston                              | 6         | 4           | Zweiter                                           |           |           |
| Alex Riley | The Miz                                    | 5         | 4           | Dritter                                           |           |           |
| Husky Harris | Cody Rhodes                                | 4         | 4           | Ausgeschieden (11. Woche)                         |           |           |
| Percy Watson | MVP                                        | 3         | 4           | Ausgeschieden (11. Woche)                         |           |           |
| Lucky Cannon | Mark Henry                                 | 3         | 5           | Ausgeschieden (10. Woche)                         |           |           |
| Eli Cottonwood | John Morrison                              | 2         | 2           | Ausgeschieden (8. Woche)                          |           |           |
| Titus O’Neil | Zack Ryder                                 | 0         | 3           | Ausgeschieden (4. Woche)                          |           |           |
| Staffel 3: Divas |                                            |           |             |                                                   |           |           |
| Kaitlyn | Vickie Guerrero 1                          | 3         | 4           | Gewinnerin                                        |           |           |
| Naomi | Kelly Kelly                                | 5         | 4           | Zweite                                            |           |           |
| A.J. | Primo                                      | 6         | 2           | Ausgeschieden (12. Woche)                         |           |           |
| Aksana | Goldust                                    | 2         | 5           | Ausgeschieden (11. Woche)                         |           |           |
| Maxine | Alicia Fox                                 | 1         | 4           | Ausgeschieden (9. Woche)                          |           |           |
| Jamie | The Bella Twins (Nikki Bella & Brie Bella) | 2         | 0           | Ausgeschieden (5. Woche)                          |           |           |
| Staffel 4 |                                            |           |             |                                                   |           |           |
| Johnny Curtis | R-Truth                                    | 3         | 7           | Gewinner                                          |           |           |
| Brodus Clay | Alberto Del Rio & Ricardo Rodriguez        | 7         | 3           | Zweiter                                           |           |           |
| Derrick Bateman | Daniel Bryan                               | 3         | 6           | Ausgeschieden (12. Woche)                         |           |           |
| Byron Saxton | Dolph Ziggler & Vickie Guerrero            | 3         | 6           | Ausgeschieden (10. Woche)                         |           |           |
| Conor O’Brian | Alberto Del Rio & Ricardo Rodriguez        | 3         | 1           | Ausgeschieden (7. Woche)                          |           |           |
| Jacob Novak | Chris Masters                              | 1         | 2           | Ausgeschieden (5. Woche)                          |           |           |
| Staffel 5: Redemption |                                            |           |             |                                                   |           |           |
| Derrick Bateman 3 | Daniel Bryan 3                             | 12        | 14          | Nie Ausgeschieden                                 |           |           |
| Titus O’Neil | Hornswoggle                                | 25        | 18          | Nie Ausgeschieden, Draft zu SmackDown (59. Woche) |           |           |
| Darren Young | Chavo Guerrero 2                           | 18        | 21          | Nie Ausgeschieden, Draft zu SmackDown (59. Woche) |           |           |
| Conor O’Brian | Vladimir Kozlov                            | 6         | 6           | Ausgeschieden (17. Woche)                         |           |           |
| Lucky Cannon | Tyson Kidd                                 | 6         | 6           | Ausgeschieden (15. Woche)                         |           |           |
| Byron Saxton | Yoshi Tatsu                                | 2         | 8           | Ausgeschieden (13. Woche)                         |           |           |
| Jacob Novak | JTG                                        | 2         | 5           | Ausgeschieden (11. Woche)                         |           |           |
| 1 Aloisia, die eigentlich als Rookie von Vickie Guerrero fungieren sollte, wurde bereits vor dem Start der Staffel entlassen und durch die spätere Gewinnerin Kaitlyn ersetzt. 2 Chavo Guerrero wurde nach der 16. Woche entlassen. Ab diesem Zeitpunkt war Darren Young ohne Pro. 3 Das Duo Bryan/Bateman kam am Ende der 17. Woche in den Wettbewerb. |                                            |           |             |                                                   |           |           |

### Reboot (2012–2019)

Das NXT Logo (2012–2021)

Am 20. März 2012 wurde berichtet, dass die WWE den Betrieb der Aufbauliga Florida Championship Wrestling (FCW) einstellen will. Dieser Bericht wurde vom FCW-Präsident Steve Keirn und WWE-Executive Triple H widerlegt. Im Mai 2012 wurde das Format Von NXT überarbeitet. Die Show wurde nicht mehr vor SmackDown, sondern in der Full Sail University in Winter Park, Florida aufgezeichnet, um unter anderem die Wrestler von Florida Championship Wrestling (FCW) besser in die Shows einzubinden, denn die WWE begann mehr Wrestler von FCW, sowie Wrestler aus dem Hauptroster einzusetzen. Die ersten vier Episoden im neuen Format wurden am 17. Mai bei der Full Sail University aufgenommen. Trotz der Aufzeichnung von neuen Episoden des neuen Formats strahlte die WWE  weiterhin NXT Redemption aus, in der Hoffnung, dass ein neuer Fernsehvertrag abgeschlossen werden könnte. Die WWE gab am 13. Juni bekannt, dass die neue Version von NXT und die Episoden, die sie am 17. Mai bei Full Sail aufgenommen hatten, ab Mittwoch, dem 20. Juni, online über wwe.com und YouTube verfügbar sein werden. Jedoch wurde am 19. Juni das gesamte NXT-Material von der Website entfernt und die Show wurde exklusiv auf Hulu in den Vereinigten Staaten ausgestrahlt. Die WWE löste die FCW im August 2012 doch auf, wodurch alle Titel deaktiviert und ihre Shows durch NXT endgültig ersetzt wurden. Die Ausstrahlung von NXT im WWE Network begann am 27. Februar 2014 mit einer Special-Live-Episode namens NXT Arrival. Beginnend NXT Arrival strahlte die WWE gelegentlich Special-Live-Episoden von NXT aus. Am 20. Dezember 2017 wurde ein einstündiges Special im USA Network gesendet.

### USA Network (2019–2024)
Im September 2019 wechselte NXT endgültig zum USA Network und wurde am Mittwochabend als zweistündige Live-Sendung ausgestrahlt, wobei Wiederholungen am folgenden Tag auf dem WWE Network verfügbar waren. Ab der NXT-Folge vom 18. März 2020 begann die WWE aufgrund der im Zuge der COVID-19-Pandemie verhängten Beschränkungen, alle ihre Programme ohne Publikum in der Full Sail University zu filmen. Am 4. Oktober 2020 zog NXT von Full Sail in das Hauptstudio des Performance Centers um, das zum „Capitol Wrestling Center“ umgestaltet wurde. Das Studio war eine Variante des WWE ThunderDome-Konzepts, das Raw und SmackDown seit August verwendeten, mit einem virtuellen Publikum und einer begrenzten Anzahl Zuschauer.

Das NXT Logo von 2022–2024

Am 13. April 2021, nach WrestleMania 37, verlegte die WWE und das USA Network NXT auf Dienstagabend. Nachdem im August zwölf NXT-Wrestler aus ihren Verträgen entlassen worden waren, wurde berichtet, dass es interne Gespräche über größere Änderungen an der Show gegeben habe, darunter ein neues Logo, eine neue Beleuchtung, ein Fokus auf jüngere Talente und ein anderes Format für die Fernsehshow. WWE-Präsident Nick Khan bestätigte anschließend, dass NXT unter der Aufsicht von Triple H einer vollständigen Überarbeitung unterzogen wird. Aufgrund einer Herzoperation im September trat Triple H jedoch von NXT zurück und Shawn Michaels sprang ein, um die Änderungen zu überwachen. Im September 2022 übernahm Michaels dauerhaft die Position als Senior Vice President of Talent Development Creative.

### The CW (seit 2024)
Am 7. November 2023 gab WWE bekannt, dass NXT im Oktober 2024 im Rahmen eines Fünfjahresvertrags zu The CW wechseln wird. Der Sender hatte zuvor SmackDown (als Überbleibsel seines Mitvorgängers UPN) sowie den kurzlebigen Saturday Morning Slam (als Teil des von Saban Brands produzierten Samstagmorgenblocks Vortexx) ausgestrahlt.
Am 1. Oktober 2024 wurde die erste Live-Sendung auf The CW ausgestrahlt.